# Banditen auf dem Mond
Banditen auf dem Mond (Originaltitel: Moon Zero Two) ist ein britischer Science-Fiction-Film aus dem Jahr 1969 von Roy Ward Baker. Das Drehbuch basiert auf einer Erzählung von Gavin Lyall, Frank Hardman und Martin Davison.

## Handlung
Der Mond ist im Jahr 2021 kolonisiert. Bill Kemp und sein Partner Karminski landen ihr Raumschiff auf dem Raumhafen von Moon City, der einzigen Stadt auf dem Mond. Kemp, ein Weltraumpilot und Besitzer des Raumschiffes Moon Zero Two, begegnet Clementine Taplin, einer jungen Frau und Bergwerksarbeiterin, die ihren Bruder Wally sucht. Wally ist auch Bergwerksarbeiter, hat an einer Minenexpedition auf der Rückseite des Mondes teilgenommen und Clementine zu sich gerufen. Er hatte in seiner Mine etwas entdeckt und benötigte ihre Hilfe um es abzubauen. Er gilt seitdem als verschollen.
Die Polizeichefin Liz Murphy teilt Kemp mit, dass er nicht wieder starten könne, bis sein Raumschiff repariert sei. Kemp lernt den Millionär Hubbard kennen, der ihm ein Angebot macht. Er will ihm ein neues Raumschiff kaufen. Im Gegenzug soll Kemp für ihn einen 6000 Tonnen schweren Asteroiden aus Saphir, ein extrem seltenes Mineral, zur Mondoberfläche bringen. Kemp willigt ein und kann den Asteroiden zum Mondorbit schaffen. Nach der Mission erklärt er sich bereit, Clementine zu helfen. Nachdem sie die Mondbasis Farside 5 erreichen, brechen sie von dort auf zu Wallys Mine auf der Mondrückseite, die er bald verlieren wird, wenn er dort nicht Rohstoffe findet. Sie entdecken dort, dass Wally Nickel gefunden hatte, und dass er ermordet wurde. Kurz darauf werden sie von drei Männern angegriffen. Die Männer arbeiten für Hubbard und werden von ihnen in Notwehr getötet. Später erreichen Kemp und Clementine Farside 5 und informieren die Polizeichefin, die sich gerade dort aufhält, über Hubbards Machenschaften.
Hubbard taucht kurz darauf mit anderen Männern auf, tötet Murphy und zwingt Kemp dazu, mit Hilfe seines Raumschiffes den Saphirasteroiden in Wallys Mine stürzen zu lassen. Er ließ Wally ermorden, um seinen Anspruch auf das Land geltend zu machen mit dem Argument, Wally hätte dort während seiner Zeit keine Rohstoffe gefunden. Dann hatte er vor das Saphir zu benutzen, um Raumschiffe zu bauen, die es ihm ermöglichen würden, den äußeren Teil des Sonnensystems zu kolonisieren, was bisher nur mit Hilfe von Raketen möglich ist, die Saphir als Bestandteil haben, was aber zu teuer wäre, um es möglich zu machen. Das würde ihn mit der Zeit zum reichsten Mann der Welt machen. Kemp und Assistent Karminski fliegen daraufhin zusammen mit Clementine, Hubbard und dessen Männern zum Asteroiden. Dort bringt Kemp Hubbard dazu, die Oberfläche des Asteroiden von seinen Männern untersuchen zu lassen. Als die Männer auf dem Asteroiden sind, bringen Kemp und Karminski den Asteroiden mit Hilfe von Clementine und eines Tricks zum Absturz in Wallys Mine. Dabei werden Hubbard und seine Männer getötet.
Da der Mord an Wally nachgewiesen werden kann, und auch dass er kurz zuvor Nickel gefunden hatte, gilt es als sicher, dass Clementine als nächste Verwandte Wallys Land erben wird. Außerdem werden die darauf verstreuten Überreste des Saphirasteroiden sie höchstwahrscheinlich zu einer sehr reichen Frau machen. Clementine hat sich inzwischen in Kemp verliebt, und er erwidert auch ihre Liebe. Abschließend begeben sich alle mit Moon Zero Two nach Moon City, um dort zu berichten was geschehen ist.

## Kritiken
„[…] Insgesamt ist es [der Film] eine ziemlich dumme Angelegenheit, trotz einiger kompetenten künstlerischen Darstellungen und Spezial-Effekte.“

„Naiv-primitives Fantasieprodukt, auch in den Spezialeffekten anspruchslos.“

„Dürftige Science-Fiction-Story, die im 21. Jahrhundert spielt und vom Abenteuer gewinnsüchtiger Gesteinsschürfer berichtet. Bunte, anspruchslose Unterhaltung.“

## Hintergrund
Der Film wurde im Oktober 1969, drei Monate nach den realen Mondlandungen, uraufgeführt. In Deutschland erschien er erstmals am 23. Januar 1970 in den Kinos. Das Budget der Hammer-Produktion wird auf ca. zwei Millionen US-Dollar geschätzt.
Der Titelsong wurde von Julie Tippetts gesungen, die damals noch unter ihrem Geburtsnamen Driscoll sang. Die Visuellen Effekte wurden von dem späteren Oscarpreisträger Les Bowie (Superman) geschaffen.